# 雲南並殖吸蟲
雲南並殖吸蟲（学名：Paragonimus yunnanensis）为斜睪目住胞科並殖屬的吸蟲动物。其种加词 yunnanensis 意为“云南的”。
在中国大陆，分布于云南河口等地，营寄生生活，终末宿主家猫（人工感染及自然感染）。该物种的模式产地在云南河口县。